# .as
.as – krajowa domena internetowa najwyższego poziomu przypisana dla stron internetowych z wysp Samoa Amerykańskie, jest aktywna od 1997 roku i administrowana przez AS Domain Registry.

## Informacje dodatkowe
Domena .as jest często wykorzystywana przez podmioty spoza Samoa Amerykańskiego. "AS" oraz "A/S" często występuje w nazwach firm z Norwegii i Danii. W związku z tym firmy z tych krajów często korzystają z tej domeny. "AS" jest również angielskim słowem i jest często wykorzystywana do tworzenia ciekawych adresów, takich jak np. se.as (ang. seas – morza).